# Mario Carmona
Mario Carmona (Santiago, Chile, 20 de febrero de 1990), futbolista chileno que actualmente no tiene club.

## Clubes
| Club      | País  | Año       |
| --------- | ----- | --------- |
| Palestino | Chile | 2011-2013 |

- Datos: Q5998551